# Liste der Naturdenkmale in Münster-Ost
Die Liste der Naturdenkmale in Münster-Ost enthält die im Stadtbezirk Ost der kreisfreien Stadt Münster in Nordrhein-Westfalen gelegenen Naturdenkmale.

## Liste der Naturdenkmale

### Tabellenlegende
U = Stammumfang in 1,5 m Höhe;
H = Höhe;
K = Kronendurchmesser;
L = Länge;
B = Breite

### Tabelle
| Nr.      | Bezeichnung                                                          | Kurzbeschreibung | Stadtteil           | Lage | Bild | Anmerkungen                     |
| -------- | -------------------------------------------------------------------- | --- | ------------------- | --- | ---- | ------------------------------- |
| 300      | 1 Stieleiche                                                         | U = 3,65 m; H = 21,5 m; K = 19,0 m                                                                                   | Mauritz-Ost         | Ecke Heinrich-Lersch-Weg/Laerer Landweg. ⊙                                                                                               |      |                                 |
| 301      | 1 Stieleiche                                                         | U = 3,67 m; H = 19,0 m; K = 19,0 m                                                                                   | Mauritz-Ost         | Fliederweg 5, im Garten. ⊙ |      |                                 |
| 302      | 1 Stieleiche                                                         | U = 2,96 m; H = 18,0 m; K = 21,5 m                                                                                   | Mauritz-Ost         | Laerer Landweg, südlich Haus Nr. 83 im Grünstreifen. ⊙                                                                                   |      |                                 |
| 303      | 1 Findling                                                           | L = 2,0 m; B = 2,0 m; H = 1,38 m                                                                                     | Mauritz-Ost         | Birkhahnweg 9 b, im Garten. ⊙ |      |                                 |
| 304      | 1 Waldkiefer                                                         | U = 1,95 m; H = 16,5 m; K = 13,0 m                                                                                   | Mauritz-Ost         | Prozessionsweg 418, im Vorgarten. ⊙ |      |                                 |
| 305      | 1 Allee: 67 Waldkiefern                                              | U = 0,66–2,01 m; H = 10,5–22,5 m; K = 5,5–13,0 m                                                                     | Mauritz-Ost         | Prozessionsweg, zwischen Mondstraße und Umgehungsbahn. ⊙                                                                                 |      |                                 |
| 306      | 2 Stieleichen                                                        | U = 2,61/2,84 m; H = 18,5 m; K = 24,5 m (gemeinsam)                                                                  | Mauritz-Ost         | Coppenrathsweg 38. ⊙ |      |                                 |
| 314      | 1 Stieleiche                                                         | U = 3,81 m; H = 24,5 m; K = 22,5 m                                                                                   | Handorf             | Vennemannstr. 2, zwischen Hotel und Kirche. ⊙                                                                                            |      |                                 |
| 315      | 1 Stieleiche                                                         | U = 3,52 m; H = 22,0 m; K = 21,0 m                                                                                   | Handorf             | Vennemannstr. 14, im Garten am Werseufer. ⊙                                                                                              |      |                                 |
| 316      | 1 Stieleiche                                                         | U = 3,96 m; H = 21,5 m; K = 22,0 m                                                                                   | Gelmer-Dyckburg     | Mariendorfer Str. 63, im Garten. ⊙ |      |                                 |
| 318      | 1 Wallhecke                                                          | (durchgewachsen) | Gelmer-Dyckburg     | Schiffahrter Damm 315, südlich des Whs parallel zur Straße. ⊙                                                                            |      |                                 |
| 319      | 1 Stieleiche                                                         | U = 3,58 m; H = 22,0 m; K = 25,0 m                                                                                   | Gelmer-Dyckburg     | Schiffahrter Damm 315, vor dem Whs. im Parkplatz. ⊙                                                                                      |      |                                 |
| 320      | 1 Stieleiche                                                         | U = 4,03 m; H = 25,0 m; K = 23,5 m                                                                                   | Gelmer-Dyckburg     | Ecke Alfersheide/Zur Eckernheide. ⊙ |      |                                 |
| 322      | 1 Linde                                                              | U = 3,87 m; H = 24,0 m; K = 22,0 m                                                                                   | Gelmer-Dyckburg     | Wersebeckmannweg, Vorsehungskloster, in der Rasenfläche südlich des alten Klostergebäudes. ⊙                                             |      |                                 |
| 323      | 1 Tulpenmagnolie (mehrstämmig)                                       | U = 2,48 m (am Boden); H = 9,0 m; K = 14,0 m                                                                         | Gelmer-Dyckburg     | Wersebeckmannweg, Vorsehungskloster, an der Südseite des alten Klostergebäudes, östlich des Haupteingangs. ⊙                             |      |                                 |
| 1-2.3.1  | 2 Stieleichen                                                        | U 1, 2 = 3,81/3,06; H 1, 2 = 22,00/22,00 m; K 1, 2 = 21,00/17,50 m                                                   | St. Mauritz, Gelmer | im Vorgarten Gittruper Straße 51. ⊙ |      |                                 |
| 1-2.3.2  | 2 Stieleichen                                                        | U 1, 2 = 3,23/2,94 m; H 1, 2 = 22,00/22,00 m; K 1, 2 = 13,80/13,00 m                                                 | St. Mauritz, Gelmer | auf östlicher Seite des alten Torhauses Gittruper Straße 51. ⊙                                                                           |      |                                 |
| 1-2.3.3  | 2 Stieleichen                                                        | U 1, 2 = 3,39/3,63 m; H 1, 2 = 18,00/20,50 m; K 1, 2 = 17,00/21,50 m                                                 | St. Mauritz, Gelmer | in der Weide zwischen Schiffahrter Damm und Werse, ca. 350 m südlich der Brücke über den alten Schiffahrter Damm. ⊙                      |      |                                 |
| 1-2.3.4  | 1 Rotbuche                                                           | U = 3,67 m; H = 26,00 m; K = 22,50 m                                                                                 | St. Mauritz         | am Schiffahrter Damm 245, ca. 50 m nordöstlich der Wegeabzweigung. ⊙                                                                     |      |                                 |
| 1-2.3.5  | 12 Kopfeichen auf dem Wall, z. T. liegend                            | U = 2,11–4,32 m; H = 0,50–2,40 m                                                                                     | Handorf             | westlich der Dorbaumstraße 215 auf dem Wall am Waldrand; eine Vierergruppe steht ca. 100 m weiter westlich an der Wegebiegung. ⊙         |      |                                 |
| 1-2.3.6  | 1 Stieleiche                                                         | U = 3,92 m; H = 20,00 m; K = 18,80 m                                                                                 | St. Mauritz         | am Schiffahrter Damm 424 an der Südwestseite des Wohnhauses. ⊙                                                                           |      |                                 |
| 1-2.3.7  | 2 Stieleichen                                                        | U = 3,43–4,20 m; H = 19,00–22,00 m; K = 17,50–20,20 m                                                                | St. Mauritz         | an der Sudmühlenstraße 167: 1 Stieleiche östlich der Wirtschaftsgebäude, 1 Stieleiche westlich der Wirtschaftsgebäude, an der Zufahrt. ⊙ |      |                                 |
| 1-2.3.8  | 1 Sicheltanne (Cryptomeria japonica)                                 | U = 1,64 m; H = 19,00 m; K = 8,70 m                                                                                  | St. Mauritz         | am „BoniburgerWald“ 21 im Vorgarten des alten Forsthauses. ⊙                                                                             |      |                                 |
| 1-2.3.9  | 1 Baumreihe auf dem Wall (23 Rotbuchen, z. T. zu Gruppen verwachsen) | U = 1,51–2,66 m; H = 34,00 m; K = 24,50 m                                                                            | St. Mauritz         | am Vorsehungskloster an der Nordseite der Zufahrt von der Gabelung bis ca. 80,0 m westlich. ⊙                                            |      |                                 |
| 1-2.3.10 | 1 Stechpalmengebüsch (Ilex aquifolium)                               | ca. 9 500 m² | St. Mauritz         | am Vorsehungskloster im Wäldchen südwestlich des Klosters zwischen westlichem und südlichem Waldrand und Diagonalweg. ⊙                  |      |                                 |
| 1-2.3.11 | 1 Stieleiche                                                         | U = 3,34 m; H = 23,00 m; K = 19,00 m                                                                                 | St. Mauritz         | am „Haus Waldeck“ am nordwestlichen Wirtschaftsgebäude. ⊙                                                                                |      |                                 |
| 1-2.3.12 | 1 Blutbuche; 1 Stieleiche                                            | U 1, 2 = 2,74/2,91 m; H 1, 2 = 23,00/22,00 m; K 1, 2 = 17,00/24,50 m                                                 | St. Mauritz         | „Haus Waldeck“, Dyckburgstraße, östlich des alten Wohnhauses an der Gräfte. ⊙                                                            |      |                                 |
| 1-2.3.13 | 2 Stieleichen                                                        | U 1, 2 = 2,74/3,63 m; H 1, 2 = 20,00 m; K g = 20,80 m                                                                | St. Mauritz         | ca. 150 m nördlich der Gaststätte „Weiligmann“ am Wirtschaftsweg. ⊙                                                                      |      |                                 |
| 1-2.3.14 | 5 Stieleichen                                                        | U = 1,97–2,92 m; H = 15,50–22,50 m;K = 14,70–17,70 m                                                                 | Münster/St. Mauritz | „Dingstiege“, südlich der Kleingartenanlage am Straßenknick; 1 Stieleiche nördlich, 4 südlich der Straße. ⊙                              |      |                                 |
| 1-2.3.15 | 1 Stieleiche                                                         | U = 2,86 m; H = 18,00 m; K = 17,00 m                                                                                 | Münster             | am Hatzfeldweg 33, westlich des Gartenhauses. ⊙                                                                                          |      |                                 |
| 1-2.3.16 | 1 Linde (vierstämmig)                                                | U = 1,05–2,34 m; H = 22,50 m; K = 18,50 m                                                                            | Münster             | am Prozessionsweg, ca. 100 m westlich der Mondstraße. ⊙                                                                                  |      |                                 |
| 1-2.3.17 | 1 Linde, 1 Roßkastanie                                               | U 1 = 3,38 m; H 1 = 23,50 m; K 1 = 16,50 m. U 2 = 2,67 m; H 2 = 24,00 m; K 2 = 15,50 m                               | St. Mauritz         | An der Kapelle Ecke Pleistermühlenweg/Prozessionsweg. ⊙                                                                                  |      |                                 |
| 1-2.3.18 | 1 Platane                                                            | U = 4,30 m; H = 33,00 m; K = 31,00 m                                                                                 | Handorf             | Warendorfer Straße 512 (Gaststätte „Nobiskrug“). ⊙                                                                                       |      |                                 |
| 1-2.3.19 | 1 Stieleiche                                                         | U = 4,02 m; H = 22,50 m; K = 25,50 m                                                                                 | Handorf             | im „Kasewinkel“ an der Nordseite der Zufahrt vor dem Wirtschaftsgebäude. ⊙                                                               |      |                                 |
| 1-2.3.20 | 1 Stieleiche                                                         | U = 3,56 m; H = 22,00 m; K = 21,50 m                                                                                 | St. Mauritz         | am Pleistermühlenweg 225. ⊙ |      |                                 |
| 1-2.3.21 | 2 Linden                                                             | U 1, 2 = 2,29/2,16 m; H 1, 2 = 21,00/21,00 m; K g = 19,00 m                                                          | St. Mauritz         | nördlich des Pleistermühlenweges 164 am Bildstock. ⊙                                                                                     |      |                                 |
| 1-2.3.22 | 1 Stieleiche                                                         | U = 4,15 m; H = 24,50 m; K = 28,00 m                                                                                 | St. Mauritz         | am Pleistermühlenweg 164, östlich des Wirtschaftsgebäudes. ⊙                                                                             |      |                                 |
| 1-2.3.23 | 1 Stieleiche                                                         | U = 4,61 m; H = 26,00 m; K = 26,00 m                                                                                 | Handorf             | „Kasewinkel“ 3, südöstlich des Wirtschaftsgebäudes. ⊙                                                                                    |      |                                 |
| 1-2.3.24 | 1 Stieleiche                                                         | U = 4,61 m; H = 30,00 m; K = 21,00 m                                                                                 | St. Mauritz         | am „Mooresch“ in der Waldspitze, südwestlich der Werse 32. ⊙                                                                             |      |                                 |
| 1-2.3.25 | 2 Rotbuchen                                                          | U 1, 2 = 3,93/3,84 m; H 1, 2 = 32,00/32,00 m; K 1, 2 = 23,00/25,50 m                                                 | St. Mauritz         | „Mooresch“, linkes Werseufer, auf dem Wall am westlichen Waldrand, westlich „Freibad Stapelskotten“. ⊙                                   |      |                                 |
| 1-2.3.26 | 7 Stieleichen                                                        | U = 1,72–3,65 m; H = 21,00–26,00 m; K = 11,00–24,50 m                                                                | St. Mauritz         | „Auf der Laer“ 4, im Wegedreieck westlich des Hofes. ⊙                                                                                   |      |                                 |
| 1-2.3.27 | 1 Wallhecke                                                          | insbesondere 20 Kopfweiden und 3 Schneiteleschen                                                                     | Wolbeck-Kirchspiel  | Westseite Handorfer Straße, ca. 200 m nördlich Zufahrt Handorfer Straße 120. ⊙                                                           |      | 2020 nicht als ND markiert      |
| 1-2.3.41 | 1 Hängebuche                                                         | U = 4,20 m; H = 17,00 m; K = 19,50 m                                                                                 | St. Mauritz         | Boniburger Park. ⊙ |      |                                 |
| 1-2.3.42 | 1 Blutbuche                                                          | U = 5,17 m; H = 24,00 m; K = 14,00 m                                                                                 | St. Mauritz         | Boniburger Park. ⊙ |      |                                 |
| 1-2.3.43 | 1 Hemlocktanne                                                       | U = 3,14 m; H = 24,00 m; K = 14,00 m                                                                                 | St. Mauritz         | Boniburger Park. ⊙ |      | 2020 nicht mehr als ND markiert |
| 1-2.3.44 | 2 Hainbuchen                                                         | 1. Baum mehrstämmig; Hauptstamm: U = 1,11 m; H = 20,50 m; K = 16,00 m. 2. Baum: U = 3,55 m; H = 22,00 m; K = 22,00 m | St. Mauritz         | Boniburger Park. ⊙ |      |                                 |
| 1-2.3.45 | 1 Spitzahorn                                                         | U = 3,29 m; H = 26,50 m;K = 25,50 m                                                                                  | St. Mauritz         | Boniburger Park. ⊙ |      |                                 |
| 1-2.3.46 | 1 Linde                                                              | U = 2,77 m; H = 21,50 m; K = 17,00 m                                                                                 |                     | Mariendorfer Straße 49, im Garten. ⊙ |      |                                 |